# Lintdorp

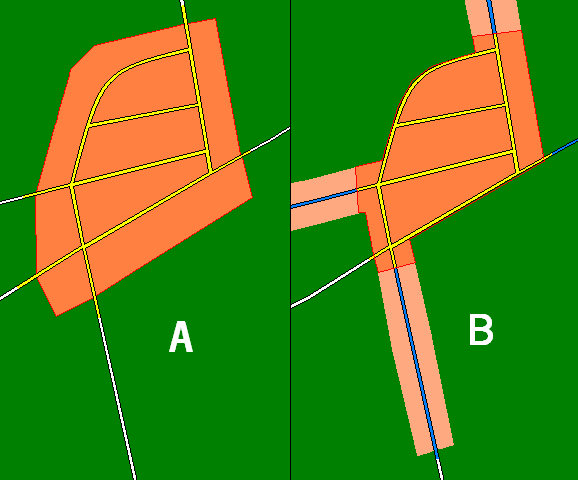
Plaats B heeft lintbebouwing, plaats A niet

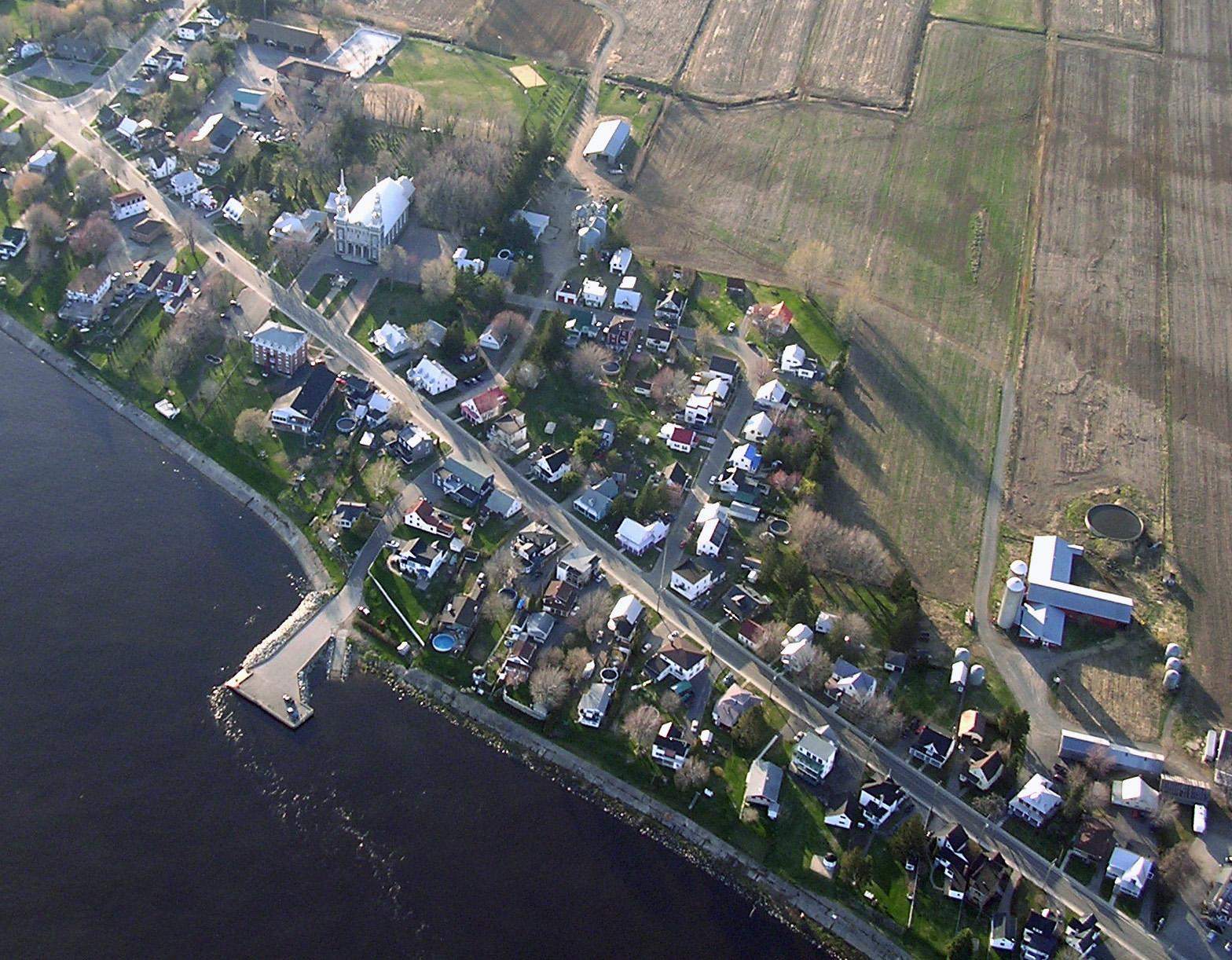
Lintbebouwing langs de oever van de Sint-Laurens in Champlain, Quebec

Een lintdorp, wegdorp, straatdorp, dijkdorp of streekdorp is een uitgestrekt dorp dat zich heeft ontwikkeld langs een kanaal, dijk, weg, oeverwal of kreekrug. Hierdoor ontstaat langgerekte, aaneengesloten bebouwing die ook wel lintbebouwing of lineaire bebouwing wordt genoemd. In België en het noorden en westen van Nederland komen lintdorpen veel voor. Daarnaast zijn er lintdorpen in Duitsland en in de Franse streek Lotharingen, waar ze village-rue genoemd worden.

## België

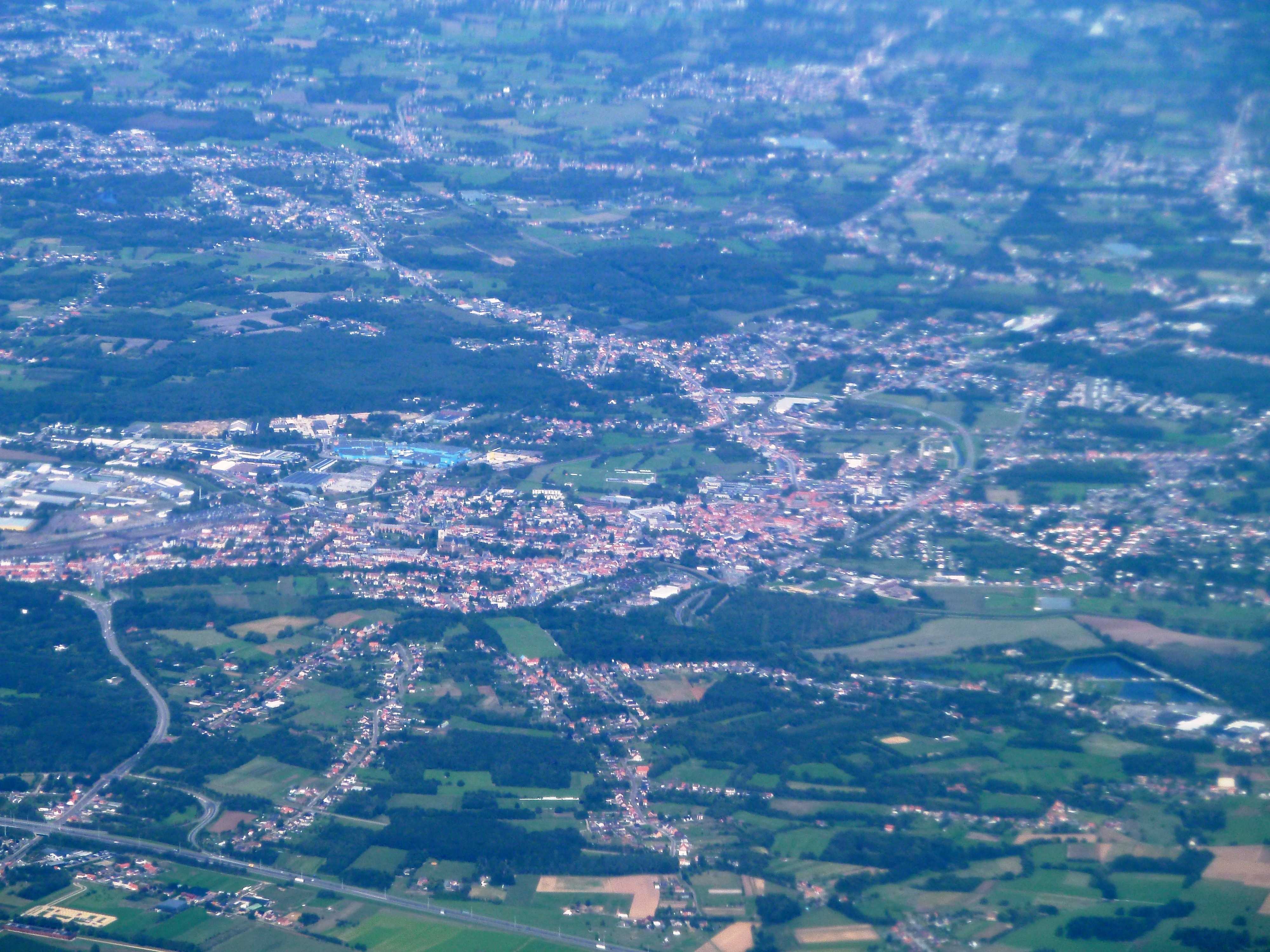
Lintwegen van en naar Aarschot

### Geschiedenis
Op kaarten uit de achttiende eeuw, zoals de Ferrariskaarten, zijn de eerste sporen van lintbebouwing in de Zuidelijke Nederlanden terug te vinden. Eind negentiende eeuw bevorderden bestuurders pendelarbeid en individueel huiseigendom. Dit was om te vermijden dat te veel arbeiders in steden gingen wonen, wat tot sociale onrust kon leiden. 
Het fenomeen kwam in een stroomversnelling na de Tweede Wereldoorlog. De Belgische overheid gaf burgers en bedrijven de vrijheid om te bouwen waar ze wilden. Alfred De Taeye, een politicus van de Christelijke Volkspartij, was de initiatiefnemer voor een nieuwe wet uit 1948 die zorgde voor bouwpremies en goedkope leningen. Door de opkomst van de auto hoefden burgers niet meer in de buurt van een centrum te wonen, wat dus leidde tot massale lintbebouwing. Destijds bestond er nog geen ruimtelijke planning. In 1962 werd de eerste wet op de ruimtelijke ordening gestemd. Later kwamen er afbakenende gewestplannen voor wonen, landbouw en industrie. Bouwvergunningen werden echter zelden geweigerd door steden en gemeenten. Vanaf de jaren 1990 begonnen ook winkels hun plek te vinden in de lintbebouwing. 
De Belg Herman van den Boom won in 2014 op de Sony World Photography Awards de tweede prijs in de categorie Architectuur met zijn fotoreeks Neighbours, waarin hij de typisch Belgische halfopen lintbebouwing weergeeft. In 2023 werd het begrip lintbebouwing opgenomen in de Canon van Vlaanderen, omdat het fenomeen zo typerend is voor Vlaanderen.
Tegenover de langwerpige lintbebouwing bestaat in België de veel compactere en kernachtiger woonvorm die tuinwoonwijk wordt genoemd.

### Cijfergegevens in België en Vlaanderen
Uit het eerste Ruimterapport Vlaanderen uit 2018 bleek dat anderhalf miljoen Vlamingen in een lint wonen. Alle lintbebouwing bij elkaar was destijds 13.177 kilometer lang. De driehoek tussen Aarschot, Mechelen en Lier en de regio rondom Keerbergen zijn vooral bekend om hun lintwegen. Driekwart van de lintbebouwing dient om te wonen, de rest voor andere doeleinden, zoals recreatie, transport, industrie of landbouw. Uit onderzoek van het Agentschap voor Geografische Informatie Vlaanderen, de Vlaamse Instelling voor Technologisch Onderzoek en Matexi uit 2020 bleek dat de lintbebouwing tussen 2015 en 2020 is blijven toenemen. Zo'n 25 procent van de bebouwing in Vlaanderen in 2020 was lintbebouwing. Tussen 2015 en 2020 was deze met 6,52 procent, ofwel 41.613 gebouwen, toegenomen. Milieu en mobiliteit krijgen hier zwaar onder te lijden. De bijkomende bebouwing is nefast voor de biodiversiteit, de CO2-uitstoot en de schaarse open ruimte. Ook voor de economie is lintbebouwing nefast. Zo is er veel meer geld nodig om het rioleringsstelsel aan te leggen om aan de Europese doelstellingen voor waterkwaliteit te voldoen. Ook zaken als postbedeling en huisvuilophaling kosten meer. Enkel in Malta is de lintbebouwing erger dan in België.

## Nederland
Uit oogpunt van veiligheid waren kreekruggen al in prehistorische tijden gezochte plaatsen voor bewoning. Deze kreek-oorsprong verklaart de soms kronkelige loop van lintdorpen. Later waren ook dijken veilige hogere plaatsen voor bewoning. Dit type lintdorp wordt dijkdorp genoemd. In op de zee gewonnen gebieden en langs rivieren zijn tal van dergelijke dorpen te vinden.
Lint- of streekdorpen in het westen en noorden van Nederland zijn vaak het gevolg van veenontginningen. Loodrecht vanuit een ontginningsas - een toegankelijk lijnvormig element zoals een weg of een oeverwal - werden lange, smalle en evenwijdige percelen aangelegd. Ze werden doorgaans gescheiden door kilometerslange ontwateringssloten. Waar diepe sloten ontbraken, werden houtwallen aangelegd om het vee van de akkers te weren. Het nederzettingslint volgde doorgaans het verloop van de veenontginning, waardoor meerdere linten elkaar opvolgden en er soms zwerm-achtige dorpstypen ontstonden, die zich pas later rond een nieuwe hoofdas concentreerden.
Het bijbehorende landschapstype wordt doorgaans een slagenlandschap of streekdorpenlandschap genoemd. De waterrijke variant wordt ook wel als veenweidegebied gekarakteriseerd. In hoger liggende streken spreekt men van een hoogveen- of woudontginningslandschap. Beide types kenmerken zich door het toponiem woud of wold, hetgeen voor een (voormalig) hoogveengebied staat.
Middeleeuwse streekdorpen zijn onder andere aanwezig in Noord-Holland, Zuidoost-Friesland, Noordwest-Overijssel en Groningen (met name in het Zuidelijk Westerkwartier, Bedum, Ten Boer, Duurswold en het Oldambt). Een typerend voorbeeld is Staphorst. De streekdorpen Roodeschool en Oosteinde zijn daarentegen pas in de zestiende eeuw ontstaan op buitendijkste kwelders. Ook in Zuidwest-Drenthe bevinden zich middeleeuwse streekdorpen. Deze dorpen zijn gesticht toen de boeren vanuit esdorpen als Vledder, Wapse of Ruinen nattere beekdalen in cultuur brachten. Voorbeelden zijn de dorpen Nijensleek, Wapserveen en Ruinerwold.
Een ander type streek- of lintdorp vormen de middeleeuwse hoogveenontginningen in Zuid-Holland, Utrecht, Noordwest-Overijssel en in de Stellingwerven, die ook als cope-nederzettingen worden gekarakteriseerd. De boerenkolonisten onder leiding van een adellijke hoofdaannemer of locator kregen hier een gezamenlijke concessie om het gebied in cultuur te brengen. De bijbehorende nederzetting verhuisde uiteindelijk vaak naar hoger gelegen rivieroevers en dijken. Lintdorpen langs dijken, vaak vele kilometers lang en met meerdere dorpscentra, zijn wijdverspreid in het waardengebied van Zuid-Holland en Utrecht, zoals Graafstroom (Oud-Alblas/Bleskensgraaf/Molenaarsgraaf/Ottoland) in de Alblasserwaard en Cabauw/Lopik/Uitweg/Lopikerkapel in de Lopikerwaard. Nederlandse kolonisten brachten deze ontginningsvorm naar het mondingsgebied van de Wezer en de Elbe.
Nieuwere lintdorpen zijn te vinden in de veenkoloniën van Groningen, Friesland en Drenthe. Ze ontstonden vanaf de zestiende eeuw langs de vaarten waarlangs turf werd afgevoerd. Een kleiner aantal is ontstaan langs wegen. Een voorbeeld van een lintdorp in de provincie Groningen is Stadskanaal, een dorp langs het gelijknamige kanaal. Een voorbeeld aaneenschakeling van lintdorpen langs een weg is te vinden ten oosten van de Hunze zoals de wegen door Zuidlaarderveen, Eexterveen, Gieterveen, Drouwenerveen, Buinerveen en Exloërveen. Een ander voorbeeld is Smilde.
In Noordwest-Brabant en Zeeland zijn de lintdorpen ontstaan op de dijken van de inpoldering. Hoog en droog wonen met vruchtbare kleigrond voor de landbouw. Deze kleigrond kon regelmatig overstromen, maar vanwege de ligging van de huizen op de dijken hadden de bewoners hier nauwelijks last van. Voorbeelden hiervan zijn De Heen en Stampersgat. Een Fries voorbeeld is Oudebildtdijk. In Groningen vinden we dergelijke streekdorpen rond de Dollard.

## Duitsland
Het middeleeuwse streekdorpenlandschap van Noord-Nederland is ook aanwezig langs de Duitse Waddenkust. Men spreekt hier doorgaans van Aufstrecksiedlungen. Voorbeelden daarvan zijn vooral te vinden in Oost-Friesland, Landkreis Friesland (Oldenburg) en Noord-Friesland. Langs de Nederrijn en rond de monding van de Wezer en Elbe zijn daarentegen vooral de typen van de Marschhufendorfer in polderland en de Moorhufendörfer in veengebieden te vinden. Ze zijn vergelijkbaar met de cope-nederzettingen in Zuid-Holland en Utrecht. De kolonisten in deze gebieden kwamen vaak uit Nederland of Vlaanderen. Een ander veel voorkomend Duits dorpstype is het Hagenhufendorf, doorgaans aan een beekoever, een voorbeeld daarvan is Obershagen. In bosrijke ontginningsgebieden ontstond het type van het Waldhufendorf of 'boshoevenederzetting'.
Ook het veenkoloniaal lintdorp bestaat in Duitsland, met name in Oost-Friesland en bij Papenburg.

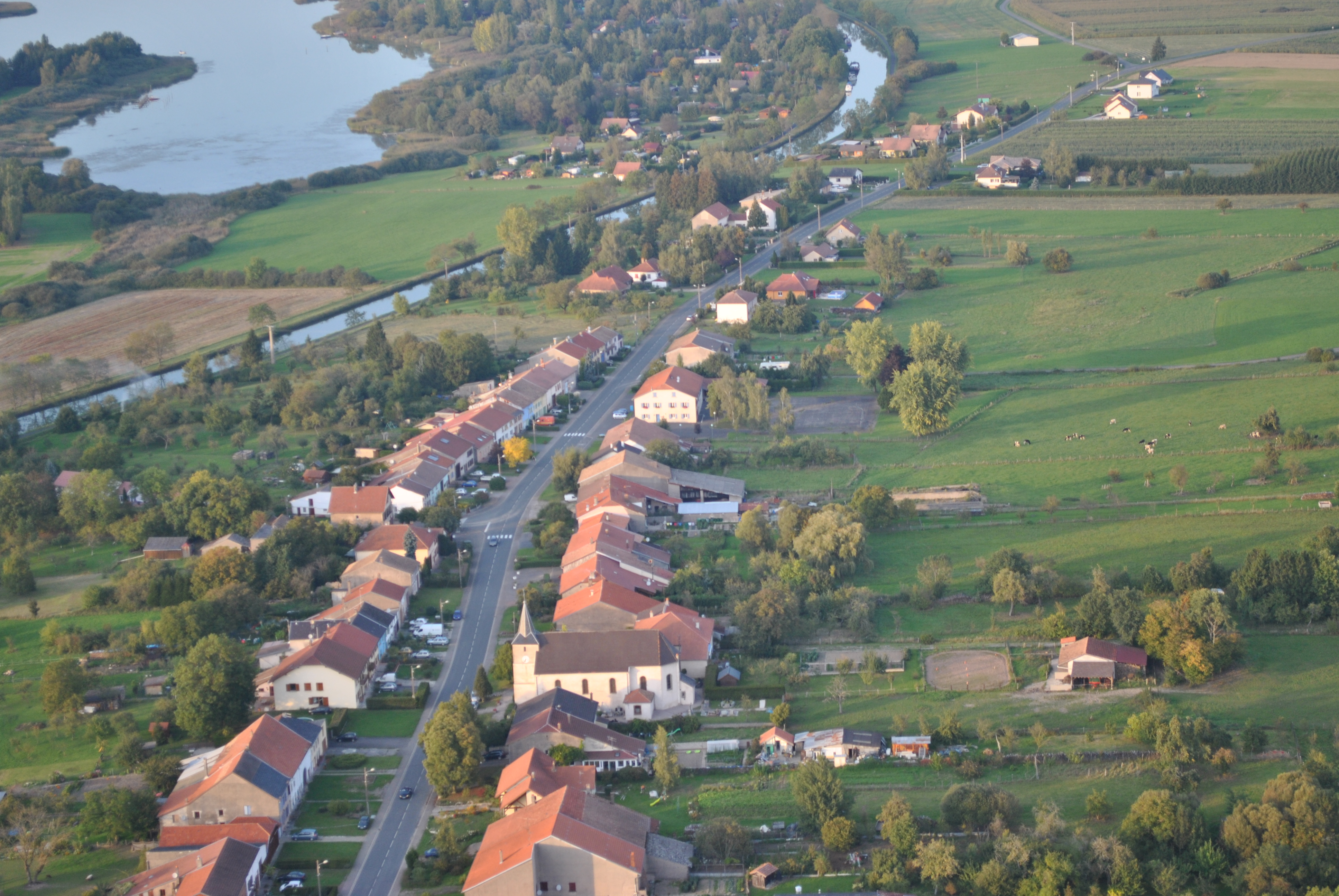
Diane-Capelle, een tyisch Lotharingse village-rue in Frankrijk